# Susanne Albrecht
Susanne Albrecht, född 1 mars 1951 i Hamburg, är en tysk före detta medlem av Röda armé-fraktionen.
Albrecht spelade en nyckelroll vid mordet på den västtyske bankchefen Jürgen Ponto den 30 juli 1977. I egenskap av dotter till två av paret Pontos vänner släpptes Albrecht in i deras villa i Oberursel utanför Frankfurt am Main. Direkt därefter rusade Brigitte Mohnhaupt och Christian Klar in i villan. Handgemäng uppstod och ett skott brann av. Ponto blev dödligt sårad.
Albrecht greps dock inte förrän 1990 i Marzahn i Östberlin i DDR. Oberlandesgericht Stuttgart dömde i juni 1991 Albrecht till tolv års fängelse. Hon blev villkorligt frigiven 1996.
I filmen Der Baader Meinhof Komplex från 2008 spelas Susanne Albrecht av Hannah Herzsprung.